# Diego Buñuel
Pour les articles homonymes, voir Buñuel.
 (octobre 2023).
 (octobre 2023).
Diego Buñuel est un journaliste, reporter, réalisateur et animateur de télévision franco-américain, né le 21 juillet 1975 à Paris.
Après avoir commencé dans la presse écrite américaine, il devient reporter et correspondant de guerre. Il a lancé et dirigé ensuite la série de National Geographic, Don't Tell My Mother (en) (« Ne le dites pas à ma mère »), diffusée sur Canal+ en France, sous le nom Les Nouveaux Explorateurs. Il a été directeur des documentaires pour Canal+ puis de Netflix en Europe. En 2020, il est nommé directeur programmes du groupe France Télévisions et dirige également ensuite le développement de la fiction et des documentaires à France.tv Studio.
En 2022, il présente l'émission Instinct animal en première partie de soirée sur France 2 et reprend l'animation du magazine de découverte Thalassa diffusé sur France 3 puis sur France 5 en 2024.

## Biographie

### Famille
Diego Buñuel est le fils de Juan Luis Buñuel et de Joyce Buñuel ; son grand-père paternel est le réalisateur espagnol Luis Buñuel,.

### Jeunesse et formation
Il fait sa première apparition télévisée en 1993 sur France 2, dans le talk-show Bas les masques de Mireille Dumas, dans une numéro où il témoigne sur sa sexualité "débridée". En septembre 2024, sur le plateau de l'émission Les Enfants de la télé sur la même chaîne, il confie que tout ce qu'il a raconté à l'époque était faux en jouant son rôle d'invité.
Il obtient son diplôme de journaliste politique à l’Université Northwestern de Chicago.

### Débuts dans le journalisme
Il débute au Times Picayune, quotidien de La Nouvelle-Orléans, et passe par les rédactions du S Francisco Examiner, du St. Louis Post-Dispatch, du Miami Herald et enfin du Chicago Tribune avant d’être embauché au South Florida Sun-Sentinel comme crime reporter.

### Reporter
En 2000, à l’occasion de son service militaire en Bosnie, stationné à Sarajevo, il se spécialise dans le reportage de guerre. En plus du français, il parle couramment l'anglais, l'espagnol et le russe. 
De retour en France, il intègre l'agence CAPA comme correspondant de guerre. Il couvre des événements aussi forts que le 11 septembre 2001, l'intervention américaine en Afghanistan, ou encore la Guerre d'Irak, qu’il vit embarqué pendant un mois au sein d’une unité de Marines américains, depuis le Koweït jusqu’à Bagdad. 
Il suivra par la suite la guerre au Congo-Kinshasa, le séisme du 26 décembre 2004 en Indonésie, les funérailles de Yasser Arafat à Ramallah, ou encore l’expansion des chrétiens évangéliques dans l'Amérique de George W. Bush, qui fera l’objet d’un reportage spécial. En 2003, il passe à la caméra et devient journaliste reporter d’image.

### Canal +
En 2006, il réalise son premier reportage de la série Ne dites pas à ma mère (Canal+, National Geographic Channel), où il donne à voir un autre regard, peu médiatisé, des pays qui font la une des journaux pour leurs conflits, leur instabilité ou leur corruption. La série est diffusée en France sur Canal + dans le cadre de l’émission Les Nouveaux Explorateurs, qu’il présente depuis 2008, ainsi que dans 160 pays, sur National Geographic Channel. À l’été 2011, il achève son 25e pays et sa 4e saison.
En septembre 2011, il commence une nouvelle saison plus extrême encore qui l’emmène en immersion avec l’armée pakistanaise, en Antarctique, en Ukraine ainsi qu’en Amérique centrale et en Guyane. 

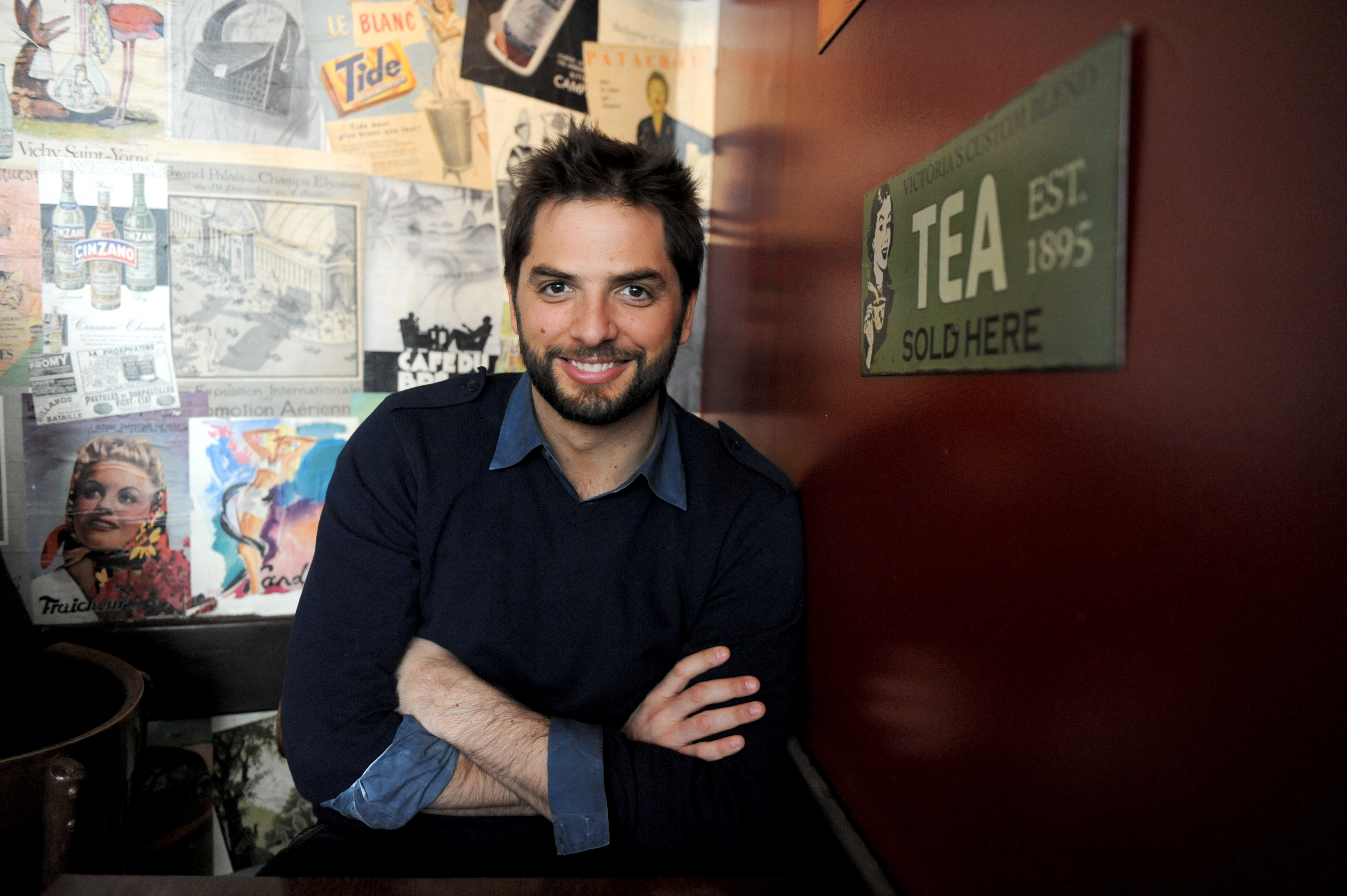
Diego Buñuel, le 20 mars 2012 à Paris.

En mars 2012, il lance un nouveau concept, Boomerang : une collection de documentaires de 90 minutes diffusés en prime time sur Canal+ et qui retracent le parcours de nos objets ou petits plaisirs quotidiens pour nous montrer ce que leurs fabricants préfèreraient que nous ignorions tout en apportant un éclairage positif au travers de solutions éthiques et responsables. Le premier épisode est consacré au téléphone portable , le second aux barres chocolatées industrielles.
Cette même année il produit un nouveau numéro des Nouveaux Explorateurs autour de la thématique de la musique et incarné par le compositeur et musicien David Walters. Le premier épisode sera diffusé dans le cadre de la semaine américaine que Canal+ consacrera à l'élection présidentielle américaine de 2012.
En 2014, Diego Buñuel est nommé Directeur des documentaires de Canal + où il lancera le label "Création Documentaire" avec lequel de nombreux films arriveront sur l'antenne : Releve, Studio de la Terreur, Exodus ou encore Pornocratie. Les films documentaires de Canal + seront sélectionnés à Tribeca, SXSW et il recevra deux nominations aux International Emmy Awards et gagnera un prix pour Exodus.

### Netflix
En janvier 2018, il quitte Canal+ pour rejoindre Netflixoù il prend la direction de documentaires pour l'Europe basé à Londres. Pendant son temps à Netflix il lancera de nombreuses séries documentaires telles que Grégory, Chambre 2806 : L'affaire DSK et Les rois de L'arnaque entre autres en France, mais aussi Perfect Crime en Allemagne, SanPa en Italie ou encore Filthy Rich: Jeffrey Epstein aux États-Unis. En tout ce sont plus de 17 séries et documentaires dans cinq pays que Buñuel lancera à Netflix. 

### France Télévisions
En juin 2020, il est nommé directeur des programmes de France Télévisions où il est responsable des contenus de France 2, France 3, France 4 et France 5. À la direction, il réorganise les unités de programmes et suit les politiques anti-Covid sur les émissions en pleine vague de la pandémie.
En juin 2022, Diego Buñuel, est nommé responsable de la stratégie éditoriale de France Télévisions Studio où il développe des projets de fictions et documentaires. La même année, il présente une nouvelle émission Instinct animal diffusée en première partie de soirée sur France 2. En 2023, il devient le nouvel animateur du magazine Thalassa, avec pour sous-titre Aventures extrêmes  diffusé sur France 3 en janvier 2024 puis sur France 5 en septembre de la même année.

## Engagement
En novembre 2023, il participe à l'émission Les super-pouvoirs de l'océan — diffusée en prime-time sur France 2 — qui permet de collecter 1,2 million d'euros au profit de la préservation des océans.

## Émissions de télévision

### Animateur
- Depuis 2022 : Instinct animal sur France 2 : coprésentation avec Perrine Crosmary
- depuis 2024 : Thalassa, aventures extrêmes sur France 3 puis sur France 5.

### Participant
- 2023 : Les Super-pouvoirs de l'océan, présenté par Léa Salamé et Hugo Clément sur France 2.

## Source
- (en) Cet article est partiellement ou en totalité issu de l’article de Wikipédia en anglais intitulé « Diego Buñuel » (voir la liste des auteurs).